# Stargate: Continuum
Stargate: Continuum (2008) ist ein US-amerikanischer Science-Fiction-Film von Martin Wood. Er setzt den Handlungsverlauf der Serie Stargate – Kommando SG-1 fort. Der Film ist damit nach Stargate: The Ark of Truth der zweite DVD-Film, der auf der Fernsehserie basiert.

## Handlung

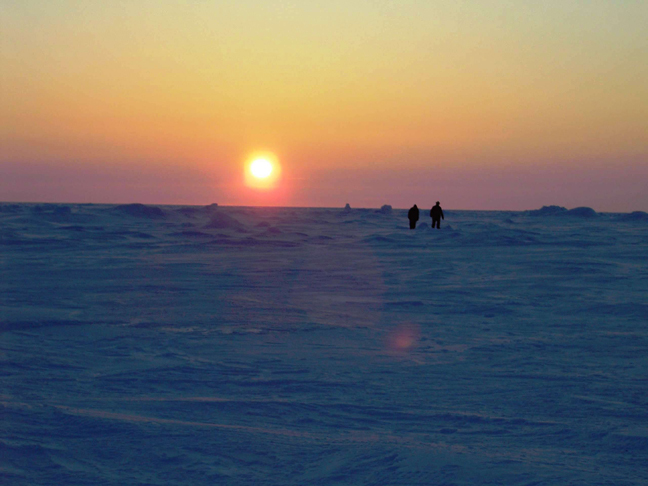
Carter (A. Tapping) und Mitchell (B. Browder) im Eis der Arktis

Nur ein Systemlord der Goa’uld ist noch übriggeblieben: Ba’al. Während seiner Extraktionsprozedur, bei welcher der Symbiont aus dem Wirt entfernt werden soll, der auch SG-1 beiwohnt, verkündet Ba’al, dass er nur ein Klon sei und der wahre Ba’al ein Sicherheitssystem entwickelt habe, um seine Macht zurückzugewinnen.
Plötzlich verschwinden Teal’c, Vala und andere Personen ins Nichts und O’Neill wird vom Ba’al-Klon getötet. Carter, Dr. Jackson und Mitchell gelingt jedoch die Flucht zurück zur Erde.
Anstatt das Sternentor des Stargate-Centers zu passieren, landen sie jedoch im Laderaum des im arktischen Eis eingefrorenen Frachters Achilles, der das Stargate ursprünglich in die USA transportiert hatte. Dies ist darauf zurückzuführen, dass Ba’al ins Jahr 1939 zurück gereist ist und den Frachter während der Fahrt über den Atlantik angriff, um die Erstarkung der Tau’ri und das Stargate-Programm zu verhindern. Der Kapitän der Achilles, Mitchells Großvater, konnte die völlige Zerstörung des Schiffes mit letzter Kraft verhindern, sodass es „nur“ im arktischen Eis endete und nicht auf dem Grund des Meeres.

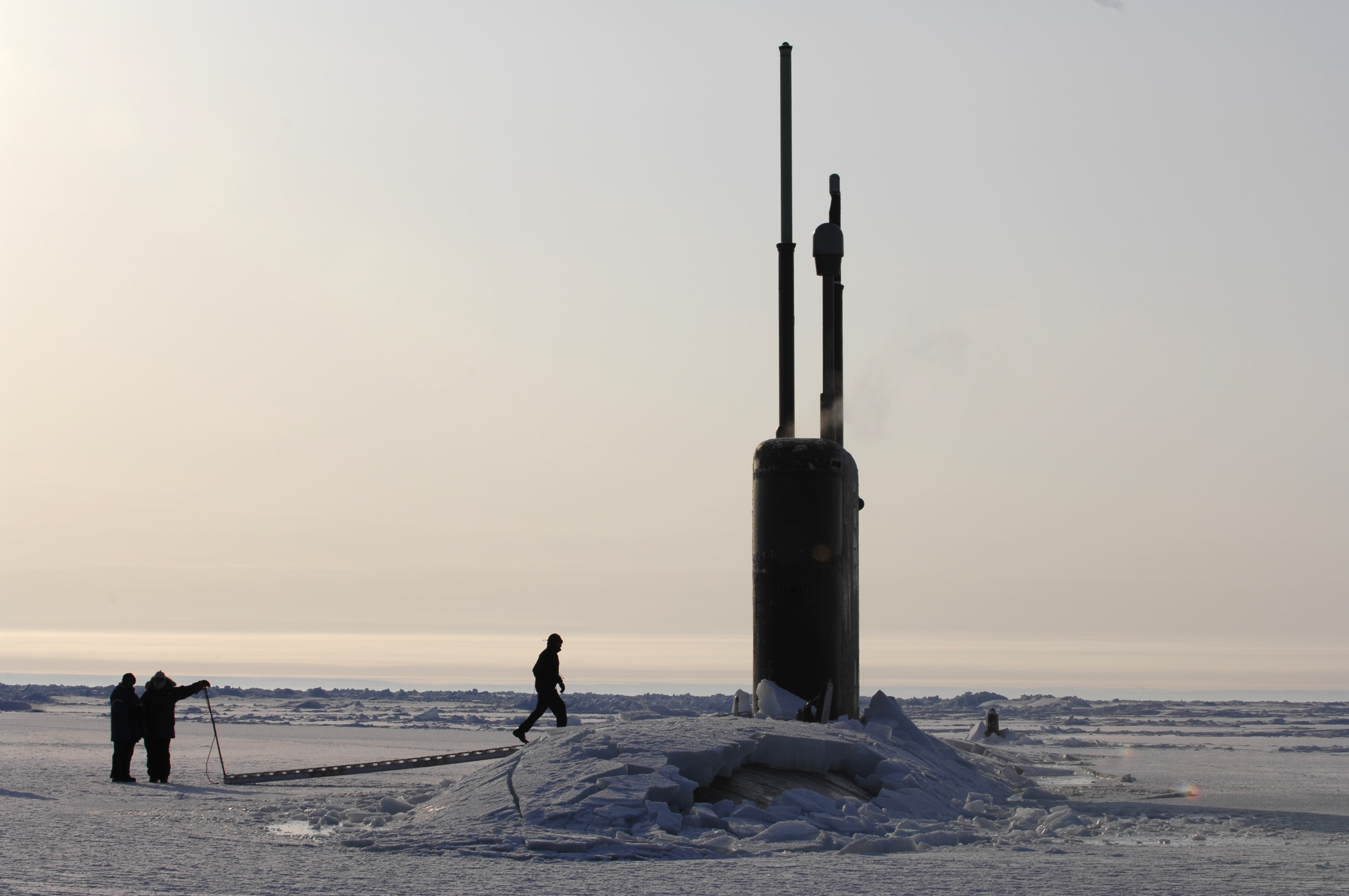
Die Alexandria, mit der SG-1 gerettet wird

Zwar werden die drei von der U.S. Navy und Colonel Jack O’Neill aus dem Eis gerettet, doch es wird ihnen schnell klar, dass die Zeitlinie sich stark geändert hat und niemand außer ihnen von dem Stargate oder den Goa’uld weiß. Daniel verliert aufgrund von Erfrierungen sein linkes Bein. Sein Pendant in dieser Zeitlinie ist ein Archäologe, dessen Theorien zu außerirdischem Leben niemand glauben will. Carters Pendant war eine Astronautin, die vor kurzem bei einem Unfall ums Leben kam und Mitchell existiert in dieser Zeitlinie überhaupt nicht, weil sein Großvater auf der Achilles starb, für seinen Fall gilt das Großvaterparadoxon.
Zunächst versuchen sie, die Verantwortlichen in der Regierung und der Air Force (darunter auch General Landry) von der Notwendigkeit zu überzeugen, die veränderte Zeitlinie wieder in ihren ursprünglichen Zustand zurückzuversetzen. Diese weigern sich jedoch mit dem Argument, dass ihre Zeitlinie dann einfach aufhören würde zu existieren. Carter, Daniel und Mitchell erhalten Wohnungen weit entfernt voneinander in den USA, dürfen keinen Kontakt zueinander aufnehmen und niemandem von ihren Erlebnissen erzählen.
Ein Jahr später, als sie sich gerade in ihr Schicksal ergeben hatten, taucht Ba’al mit einer riesigen Flotte im Orbit der Erde auf und will diese erobern. Er ist zum unangefochtenen Herrscher unter den Systemlords aufgestiegen, weiß jedoch nicht, dass sich drei Zeugen der „ursprünglichen“ Zeitlinie auf der Erde befinden. Teal’c ist sein erster Primus und Qetesh (im Körper von Vala) seine Königin.
Qetesh wird misstrauisch, weil Ba’al offensichtlich etwas vor ihr verheimlicht und tötet ihn, als sie von der Zeitreise erfährt. Sie will die Zeitmaschine nun selbst nutzen und begibt sich per Schiff auf den Weg zu ihr. Teal’c erhält vom sterbenden Ba’al den Befehl, seinen Tod mithilfe der Zeitmaschine zu rächen und begibt sich in einem getarnten Schiff zum Stargate.
Währenddessen ruft die US-Regierung Carter, Mitchell und Daniel umgehend zu Hilfe, da nur sie über Wissen über die Angreifer verfügen. Das Stargate aus dem eingefrorenen Frachter ist auf den Meeresboden gesunken, jedoch konnten die USA das zweite Tor der Erde, das sich auf Antarktika befindet, aufspüren, wo es sich jetzt in einem kleinen Stützpunkt befindet. Zusammen mit dem U.S. Präsidenten schmieden Carter, Daniel und Mitchell einen Plan zur Verteidigung der Erde: Mithilfe eines noch zu stehlenden Frachtschiffes wollen die drei ein ZPM auftreiben, es über das Stargate in der Antarktis mit auf die Erde bringen und dort die Antiker-Waffenplattform in Betrieb nehmen, die gerade ausgegraben wird.
Als sie sich gerade auf dem Weg nach Antarktika befinden, setzt jedoch auf Qeteshs Befehl hin schweres Bombardement der Goa’uld Mutterschiffe aus dem Orbit ein, das unter anderem auch alle Einrichtungen in der Antarktis vernichtet. Just in diesem Moment melden sich die Russen mit der Nachricht, dass sie ein Stargate vom Grund des Meeres bergen konnten (aus dem Wrack der Achilles). Die drei machen sich also auf den Weg zum russischen Stargate. Ihr Plan ist jetzt, Ba’als Zeitmaschine aufzuspüren und zu benutzen, um die alte Zeitlinie wiederherzustellen.
Beim Stargate angekommen werden sie von Teal’c gestoppt, den sie jedoch davon überzeugen können, ihnen zu helfen, da die Jaffa in ihrer Zeitlinie ja bereits aus der Versklavung durch die Goa'uld befreit sind. Sie finden die Zeitmaschine, werden jedoch von Qetesh angegriffen. Daniel und Carter werden im Kampf getötet. Nur Mitchell schafft es, in das Jahr 1929 zurück zu reisen, kurz bevor Teal’c die Zeitmaschine zerstört, wobei er selbst und Qetesh sterben.
Mitchell verbringt die Jahre 1929 bis 1939 unauffällig auf der Erde und begibt sich dann an Bord der Achilles. Er kann den Angriff des überraschten Ba’al abwenden, sodass die ursprüngliche Zeitlinie wiederhergestellt wird.
Die vorletzte Szene zeigt wieder Ba’als Extraktionsprozedur, die jedoch ohne besondere Vorkommnisse abläuft. Niemand ist sich der Geschehnisse bewusst.
In der letzten Szene sieht man ein Foto vom in der Zeit zurückgereisten Mitchell neben seinem Großvater auf der Achilles.

## Hintergrundinformationen

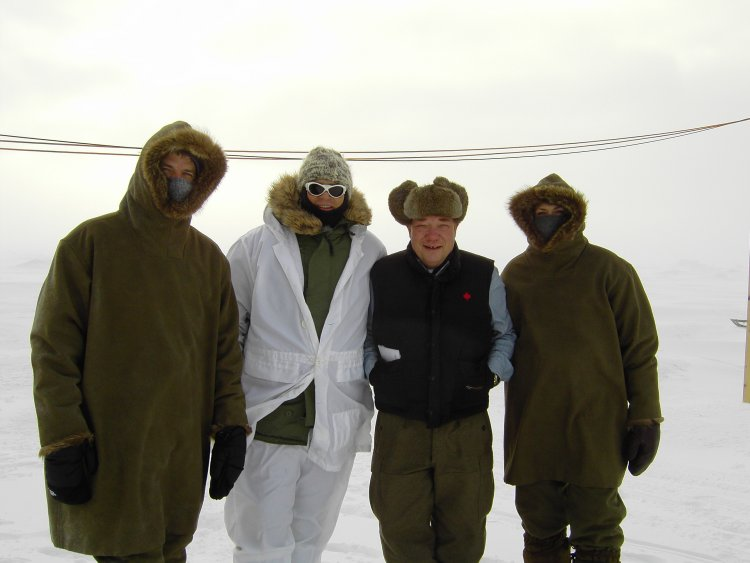
Ben Browder, Richard Dean Anderson, Barry Campbell und Amanda Tapping bei den Dreharbeiten in der Arktis.

- Am Ende des Abspanns steht eine Widmung. Sie gilt den Royal-Navy-Matrosen Paul McCann und Anthony Huntrod. Sie wurden am 21. März 2007 bei einer Explosion in der Luftreinigungsanlage des U-Bootes Tireless getötet.[1] Bei den am 23. März 2007 in der Arktis begonnenen Dreharbeiten zu „Continuum“ wurde das U-Boot Alexandria verwendet.[2] Beide U-Boote hatten damals zusammen an einer militärischen Übung (ICEX-07) teilgenommen.[3]
- Im Film kommen in kurzen Sequenzen auch verschiedene Systemlords der Serie vor: Camulus (Steve Bacic), Nirrti (Jacqueline Samuda), Apophis (Peter Williams), Cronus (Ron Halder) und Yu (Vince Crestejo). Diese werden von denselben Schauspielern wie bereits in der Serie dargestellt. Auch Ra (Jay Williams) ist mit dabei, hat jedoch nur eine Statistenrolle, daher erfährt man erst durch den Abspann, dass es sich bei ihm um Ra handelt.
- Es kommen weitere Personen vor, die als wiederkehrende Nebencharaktere der Serie bekannt wurden: Präsident Hayes (William Devane), Chief Master Sgt. Walter Harriman (Gary Jones), Siler (Dan Shea) und Major Davis (Colin Cunningham). Sie werden von denselben Schauspielern wie in der Serie dargestellt. Die Charaktere haben aber nur kurze Sequenzen und beeinflussen nicht die Handlung. Dadurch erkennen nur Fans der Serie diese als Charakter der Serie.
- Auch Don S. Davis als Major General George Hammond hat mehrere kurze Sequenzen im Film, die auch mit der Handlung zu tun haben. Er spielte bereits von Staffel 1 bis 7 in der Serie mit und hatte auch danach mehrere Gastauftritte in Stargate SG-1 und einen Gastauftritt in Stargate Atlantis. Wie bereits bei vorherigen Gastauftritten hat er hier eine andere Synchronstimme als zu der Zeit, als er noch zur Crew gehörte. Er starb etwa 3 Monate nach Fertigstellung des Films, auf der DVD ist jedoch keine Widmung dazu enthalten.
- Die Geschichte um Mitchell und seinen Großvater ist eine Anspielung auf das Großvaterparadoxon. Dies wird im Film auch durch Colonel Samantha Carter verdeutlicht.
- Der Film wurde in Deutschland am 12. September 2008 veröffentlicht.